# Alaptus eriococci
Alaptus eriococci är en stekelart som beskrevs av Girault 1908. Alaptus eriococci ingår i släktet Alaptus och familjen dvärgsteklar. Inga underarter finns listade i Catalogue of Life.